# بجاهار
بجاهار (به لاتین: Bejahar) یک روستا در بنگلادش است که در استان باریسال و در ناحیه باریسال واقع شده است.